# Costas del Tacuarí
Costas del Tacuarí (em português margens do Tacuarí) é um pequeno povoado do Uruguai situado no departamento de Treinta y Tres, com 600 habitantes e uma das principais localidades produtoras de arroz do Uruguai.
Grande parte de seus habitantes são brasileiros.
32° 52′ S, 53° 28′ O